# Liste des opérateurs de réseau mobile en Europe
Pour un article plus général, voir Liste des opérateurs de réseau mobile dans le monde.

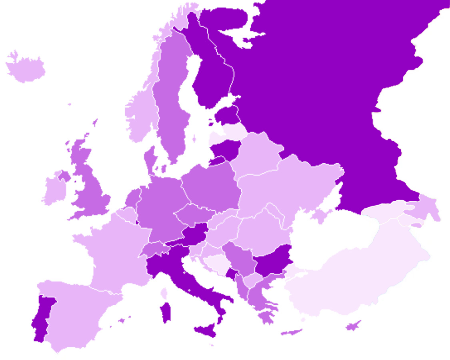
Pénétration de la téléphonie mobile en Europe, basé sur les données disponibles entre 2009 et 2012 :
> 140%
120–140%
100–120%
< 100%
Aucune donnée

Ceci est une liste des 180 opérateurs de réseau mobile en Europe.
La liste des opérateurs virtuels ou MVNOs peut être consultée dans l'article Liste des opérateurs de réseau mobile virtuel.

## Espace Économique Européen
Membre de l'UE

### Allemagne
79,182 millions d’abonnés au total, soit un taux de pénétration de 96 % (décembre 2005).
| Rang | Opérateur    | Technologie    | Abonnés mobile (en millions) | Abonnés fixe [dont fibre] (en millions) | Propriété               |
| ---- | ------------ | -------------- | ---------------------------- | --------------------------------------- | ----------------------- |
| 1    | T-Mobile     | UMTS, GSM, LTE | 63,284 (mars 2024)           | 17,293 [12,975] (mars 2024)             | Deutsche Telekom : 100% |
| 2    | O2           | UMTS, GSM, LTE | 45,072 (décembre 2023)       | 4,684 [??] (décembre 2023)              | Telefónica : 94,1 %     |
| 3    | Vodafone     | UMTS, GSM, LTE | 29,272 (mars 2025)           | 10,118 [?] (mars 2025)                  | Vodafone : 100%         |
| 4    | 1&1 Drillish | LTE, 5G        | 12,360                       | 3,990                                   | United Internet : 78%   |

### Autriche
8,4 millions d’abonnés au total, soit un taux de pénétration de 104 %.
| Rang | Opérateur                                | Technologie | Abonnés mobile (en millions) | Abonnés fixe [dont fibre] (en millions) | Propriété                                                                                    | MCC/MNC |
| ---- | ---------------------------------------- | --- | ---------------------------- | --------------------------------------- | -------------------------------------------------------------------------------------------- | ------- |
| 1    | A1 Austria                               | GSM-900/1800 (GPRS, EDGE) 2100 MHz UMTS, HSDPA, HSUPA, HSPA+, DC-HSPA+ 800/1800/2600 MHz LTE, LTE-A VoLTE, VoWiFi 3500 MHz 5G NR                                                                                             | 5,148 (2022)                 |                                         | A1 Telekom Austria Group (América Movil (56.55%) ÖBAG (28.42%), autre investisseur (15.05%)) | 23201   |
| 2    | Magenta Telekom (anciennement T-Mobile ) | GSM-900/1800 (GPRS, EDGE) 900/2100 MHz UMTS, HSDPA, HSUPA, HSPA+, DC-HSPA+ (Utilise le réseau UMTS de Drei quand sont réseau propre est indisponible) 800/900/1800/2100/2600 MHz LTE, LTE-A VoLTE, VoWiFi 700/3500 MHz 5G NR | 6,088 (mars 2024)            | 0,610 (mars 2024)                       | Deutsche Telekom : 100 %                                                                     | 23203   |
| 3    | 3 (Drei, anciennement Orange)            | GSM-900/1800 (GPRS, EDGE) (Utilise le réseau GSM de Magenta quand sont réseau propre est indisponible) 2100 MHz UMTS, HSDPA, HSUPA, HSPA+, DC-HSPA+ 900/1800/2100/2600 MHz LTE, LTE-A VoLTE, VoWiFi 3500 MHz 5G NR           | 3,222 (décembre 2022)        |                                         | Hutchison Whampoa                                                                            | 23205   |
| 4    | spusu                                    | Utilise le réseau 2G/3G/4G de Drei (déploiement de son réseau propre en 4G en cours) 3500 MHz 5G NR (Uniquement en Burgenland et Basse Autriche, le réseau est en cours de dévelloppement                                    | ~0.3 (Q3 2022)               |                                         | MASS Response                                                                                | 23217   |

### Belgique
12,5 millions d’abonnés actifs au total, soit un taux de pénétration de 110 % (juin 2017).
| Rang | Opérateur       | Technologie                 | Abonnés mobile (en millions) | Abonnés fixe [dont fibre] (en millions) | Propriété                               |
| ---- | --------------- | --------------------------- | ---------------------------- | --------------------------------------- | --------------------------------------- |
| 1    | Proximus        | GSM, EDGE, UMTS, HSDPA, LTE | 6,02 (octobre 2017)          |                                         | Proximus                                |
| 2    | Orange Belgique | GSM, EDGE, UMTS, HSDPA, LTE | 3,947 (juin 2018)            |                                         | Orange : 74,68 %, Flottant : 25,32 %    |
| 3    | BASE            | GSM, EDGE, UMTS, HSDPA, LTE | 2,814 (mars 2020)            |                                         | Telenet Group (Liberty Global : 57,5 %) |
| 4    | Digi.mobil      | GSM, UMTS, LTE              | - (Juillet 2023)             |                                         | RCS & RDS                               |

### Bulgarie
6,4 million d’abonnés au total, soit un taux de pénétration de 80,7 % (décembre 2005).
| Rang | Opérateur   | Technologie                                | Abonnés mobile (en millions) | Abonnés fixe [dont fibre] (en millions) | Propriété                            |
| ---- | ----------- | ------------------------------------------ | ---------------------------- | --------------------------------------- | ------------------------------------ |
| 1    | A1 bulgaria | UMTS, HSDPA, GSM, UMTS, HSPA+, LTE , 5G NR | 3,822 (mars 2020)            |                                         | Telekom Austria (América Móvil 51 %) |
| 2    | Yettel BG   | GSM, UMTS, HSPA+, LTE                      | 3,113 (juin 2018)            |                                         | Telenor                              |
| 3    | Vivacom     | GSM, UMTS, HSPA+, LTE                      | 3,085 (décembre 2017)        |                                         | United Group                         |

### Croatie
3,3 millions d’abonnés au total, soit un taux de pénétration de 74 % (décembre 2005).
| Rang | Opérateur   | Technologie          | Abonnés mobile (en millions) | Abonnés fixe [dont fibre] (en millions) | Propriété                              |
| ---- | ----------- | -------------------- | ---------------------------- | --------------------------------------- | -------------------------------------- |
| 1    | T-Mobile    | GSM, GPRS, UMTS, LTE | 2,337 (mars 2024)            | 0,868 (mars 2024)                       | Deutsche Telekom : 52,17 %             |
| 2    | A1 Hrvatska | GSM, EDGE, UMTS, LTE | 1,872 (mars 2020)            |                                         | Telekom Austria (América Móvil : 51 %) |
| 3    | Tele2       | GSM, UMTS, LTE       | 0,825 (décembre 2018)        |                                         | United Group                           |

### Chypre
869 900 abonnés au total, soit un taux de pénétration de 109,5 % (septembre 2005).
| Rang | Opérateur | Technologie    | Abonnés mobile (en millions) | Abonnés fixe [dont fibre] (en millions) | Propriété                      |
| ---- | --------- | -------------- | ---------------------------- | --------------------------------------- | ------------------------------ |
| 1    | EPIC      | GSM, UMTS, LTE | 0,441 (juin 2018)            |                                         | Monaco Telecom : 100%          |
| 2    | Cyta      | GSM, UMTS, LTE | 0,296 (décembre 2012)        |                                         | Cyprus Telecommunications Auth |
| 3    | PrimeTel  | UMTS, LTE      | ND                           |                                         | PrimeTel TLC                   |

### Danemark
5 208 059 abonnés au total, soit un taux de pénétration de 96,20 % (décembre 2005).
| Rang | Opérateur | Technologie    | Abonnés mobile (en millions) | Abonnés fixe [dont fibre] (en millions) | Propriété         |
| ---- | --------- | -------------- | ---------------------------- | --------------------------------------- | ----------------- |
| 1    | TDC       | GSM, UMTS, LTE | 2,674 (mars 2018)            |                                         | TDC (87%)         |
| 2    | Telenor   | GSM, UMTS, LTE | 1,655 (juin 2022)            |                                         | Telenor           |
| 3    | 3         | UMTS, LTE      | 1,468 (décembre 2019)        |                                         | Hutchison Whampoa |
| 4    | Telia     | GSM, UMTS, LTE | 1,458 (mars 2020)            |                                         | Telia : 100 %     |
| 5    | NET 1     | LTE (450 MHz)  | ND                           |                                         | Access Industries |

### Espagne
40,3 millions d’abonnés au total, soit un taux de pénétration de 93,7 % (décembre 2005).
| Rang | Opérateur  | Technologie    | Abonnés mobile (en millions) | Abonnés fixe [dont fibre] (en millions) | Propriété                                               |
| ---- | ---------- | -------------- | ---------------------------- | --------------------------------------- | ------------------------------------------------------- |
| 1    | Movistar   | GSM, UMTS, LTE | 20,115 (décembre 2023)       | 13,883 [5,3 45 ] (décembre 2023)        | Telefónica Móviles : 100 %                              |
| 2    | Orange     | GSM, UMTS, LTE | 16,702 (juin 2022)           |                                         | MasOrange (50% Orange et 50% KKR, Cinven et Providence) |
| 3    | Vodafone   | GSM, UMTS, LTE | 14,018 (décembre 2023)       |                                         | Zegona                                                  |
| 4    | Yoigo      | UMTS, LTE      | 7,6 (mars 2020)              |                                         | MasOrange (50% Orange et 50% KKR, Cinven et Providence) |
| 5    | Digi.mobil | GSM, UMTS, LTE | 4,000 (Juillet 2023)         |                                         | RCS & RDS                                               |

### Estonie
1,4 million d'abonnées au total, soit un taux de pénétration de 106 % (décembre 2005).
| Rang | Opérateur | Technologie    | Abonnés mobile (en millions) | Abonnés fixe [dont fibre] (en millions) | Propriété     |
| ---- | --------- | -------------- | ---------------------------- | --------------------------------------- | ------------- |
| 1    | Telia     | GSM, UMTS, LTE | 1,075 (mars 2020)            |                                         | Telia : 100 % |
| 2    | Elisa     | GSM, UMTS, LTE | 0,664 (mars 2020)            |                                         | Elisa         |
| 3    | Tele2     | GSM, UMTS, LTE | 0,428 (mars 2020)            |                                         | Tele2         |

### Finlande
5,4 millions d'abonnés au total, soit un taux de pénétration de 105 % (décembre 2005).
| Rang | Opérateur   | Technologie            | Abonnés mobile (en millions) | Abonnés fixe [dont fibre] (en millions) | Propriété     |
| ---- | ----------- | ---------------------- | ---------------------------- | --------------------------------------- | ------------- |
| 1    | Elisa       | GSM, UMTS, LTE         | 4,080 (mars 2020)            |                                         | Elisa         |
| 2    | Telia       | GSM, UMTS, LTE         | 3,165 (mars 2020)            |                                         | Telia : 100 % |
| 3    | DNA Finland | GSM, UMTS, LTE         | 2,719 (juin 2022)            |                                         | Telenor       |
| 4    | Edzcom      | LTE 450 MHz et LTE TDD | ND                           |                                         |               |
| 5    | Alcom       | GSM                    | ND                           |                                         |               |

### France
75 millions de cartes SIM (hors MtoM) dont 73 millions de cartes SIM actives au 30 septembre 2018, soit un taux de pénétration hors MtoM de 112,6 % (30 septembre 2018).
| Rang | Opérateur        | Technologie                                          | Abonnés mobile (en millions) | Abonnés fixe [dont fibre] (en millions) | Propriété                            |
| --- | ---------------- | ---------------------------------------------------- | ---------------------------- | --------------------------------------- | ------------------------------------ |
| 1 | Orange           | GSM, GPRS , EDGE, UMTS, HSPA+, LTE, LTE Advanced, NR | 21,873 (juin 2022)           |                                         | Orange                               |
| 2 | SFR              | GSM, GPRS , EDGE, UMTS, HSPA+, LTE, LTE Advanced, NR | 19,603 (mars 2022)           |                                         | Altice Europe                        |
| 3 | Bouygues Telecom | GSM, GPRS , EDGE, UMTS, HSPA+, LTE, LTE Advanced, NR | 14,900 (mai 2022)            |                                         | Bouygues : 90,53 % JCDecaux : 9,47 % |
| 4 | Free mobile      | UMTS, HSPA+, LTE, LTE Advanced, NR                   | 13,600 (décembre 2021)       |                                         | Iliad                                |
| MVNO |                  |                                                      |                              |                                         |                                      |
| La liste des opérateurs virtuels ou MVNO français (une quarantaine) peut être consultée dans l'article Liste des opérateurs de réseau mobile virtuel. |                  |                                                      |                              |                                         |                                      |

### Grèce
12,5 millions d’abonnés au total, soit un taux de pénétration de 117 % (décembre 2005).
| Rang | Opérateur | Technologie    | Abonnés mobile (en millions) | Abonnés fixe [dont fibre] (en millions) | Propriété                                |
| ---- | --------- | -------------- | ---------------------------- | --------------------------------------- | ---------------------------------------- |
| 1    | Cosmote   | GSM, UMTS, LTE | 7,107 (mars 2024)            | 2,611 (mars 2024)                       | OTE : 100 % (Deutsche Telekom : 48,29 %) |
| 2    | Vodafone  | GSM, UMTS, LTE | 4,272 (mars 2025)            | 0,917 [?] (mars 2025)                   | Vodafone : 100%                          |
| 3    | WIND      | GSM, UMTS, LTE | 3,074 (septembre 2017)       |                                         | United Group                             |

### Hongrie
9 102 933 abonnés au total, soit un taux de pénétration de 90,30 % (décembre 2005).
| Rang | Opérateur                           | Technologie    | Abonnés mobile (en millions) | Abonnés fixe [dont fibre] (en millions) | Propriété                    |
| ---- | ----------------------------------- | -------------- | ---------------------------- | --------------------------------------- | ---------------------------- |
| 1    | Magyar Telekom                      | GSM, UMTS, LTE | 6,324 (mars 2024)            | 1,938 (mars 2024)                       | Deutsche Telekom : 59,21 %   |
| 2    | Telenor                             | GSM, UMTS, LTE | 3,116 (juin 2018)            |                                         | Telenor                      |
| 3    | One Hungary (anciennement Vodafone) | GSM, UMTS, LTE | 3,003 (décembre 2022)        |                                         | 4iG (70.5%) Corvinus (29.5%) |
| 4    | MVM Net                             | LTE 450 MHz    | NC (juin 2006)               |                                         |                              |

### Irlande
4,1 millions d’abonnés au total, soit un taux de pénétration de 104 % (décembre 2005).
| Rang | Opérateur | Technologie    | Abonnés mobile (en millions) | Abonnés fixe [dont fibre] (en millions) | Propriété                   |
| ---- | --------- | -------------- | ---------------------------- | --------------------------------------- | --------------------------- |
| 1    | 3         | GSM, UMTS, LTE | 3,923 (décembre 2019)        |                                         | Hutchison Whampoa           |
| 2    | Vodafone  | GSM, UMTS, LTE | 2,140 (mars 2025)            | 0,354 [?] (mars 2025)                   | Vodafone : 100 %            |
| 3    | Eir       | GSM, UMTS, LTE | 1,171 (mars 2020)            |                                         | Iliad : 31,6%, NJJ : 32,9 % |

### Italie
74,35 millions d’abonnés au total, soit un taux de pénétration de 121 % (juin 2006).
| Rang | Opérateur       | Technologie | Abonnés mobile (en millions) | Abonnés fixe [dont fibre] (en millions) | Propriété                     |
| ---- | --------------- | --- | ---------------------------- | --------------------------------------- | ----------------------------- |
| 1    | TIM             | GSM, GPRS, EDGE, UMTS, HSDPA, HSUPA, HSPA+, DC-HSPA+, LTE, LTE-A, 5G NR                                                                                       | 30,552 (mars 2020)           |                                         | Groupe TIM : 100 %            |
| 2    | Wind Tre        | GSM, GPRS, EDGE UMTS, HSDPA, HSUPA, HSPA+, DC-HSPA+, LTE, LTE-A, 5G NR                                                                                        | 23,815 (décembre 2019)       |                                         | CK Hutchison Holdings : 100 % |
| 3    | Vodafone Italia | GSM, GPRS, EDGE, LTE, LTE-A, 5G NR | 17,206 (décembre 2023)       |                                         | Swisscom : 100 %              |
| 4    | Iliad           | GSM, GPRS, EDGE (itinérance sur le réseau Wind) UMTS, HSDPA, HSUPA, HSPA+, DC-HSPA+ LTE, LTE-A, 5G NR (a exécuté le partage sur le réseau Wind si nécessaire) | 7,235 (décembre 2020)        |                                         | Groupe Iliad : 100 %          |
| 5    | Fastweb         | GSM, GPRS, EDGE, UMTS, HSDPA, HSUPA, HSPA+, DC-HSPA+, LTE, LTE-A (itinérance sur le réseau TIM et Wind Tre) 5G NR(FWA uniquement)                             | 2,937 (septembre 2022)       |                                         | Swisscom : 100 %              |

### Lettonie
1,8 million d’abonnés au total, soit un taux de pénétration de 79 % (décembre 2005).
| Rang | Opérateur    | Technologie    | Abonnés mobile (en millions) | Abonnés fixe [dont fibre] (en millions) | Propriété                                            |
| ---- | ------------ | -------------- | ---------------------------- | --------------------------------------- | ---------------------------------------------------- |
| 1    | LMT          | GSM, UMTS, LTE | 1,304 (mars 2020)            |                                         | Lattelekom, Gouvernement de Lettonie, Telia : 60,3 % |
| 2    | Tele2        | GSM, UMTS, LTE | 0,950 (mars 2020)            |                                         | Tele2                                                |
| 3    | BITE Latvija | GSM, UMTS, LTE | 0,467 (septembre 2012)       |                                         | Providence Equity Partners                           |

### Lituanie
4,81 millions d’abonnés au total, soit un taux de pénétration de 140 % (mars 2006).
| Rang | Opérateur | Technologie    | Abonnés mobile (en millions) | Abonnés fixe [dont fibre] (en millions) | Propriété      |
| ---- | --------- | -------------- | ---------------------------- | --------------------------------------- | -------------- |
| 1    | Bitė      | GSM, UMTS, LTE | 1,85                         |                                         | TDC            |
| 2    | Tele2     | GSM, UMTS, LTE | 1,878 (mars 2020)            |                                         | Tele2          |
| 3    | Telia     | GSM, UMTS, LTE | 1,349 (mars 2020)            |                                         | Telia : 88,2 % |

### Luxembourg
991 000 abonnés au total, soit un taux de pénétration de ?? % (juin 2019) 
| Rang | Opérateur | Technologie    | Abonnés mobile (en millions) | part de marché mobile | Abonnés fixe [dont fibre] (en millions) | Propriété                                 |
| ---- | --------- | -------------- | ---------------------------- | --------------------- | --------------------------------------- | ----------------------------------------- |
| 1    | POST      | GSM, UMTS, LTE | > 0,25 (janvier 2006)        | 48 % (juin 2019)      |                                         | P&T : 100 %                               |
| 2    | Tango     | UMTS, GSM, LTE | > 0,24                       | 34 % (juin 2019)      |                                         | Proximus                                  |
| 3    | Orange    | UMTS, DCS, LTE | 0,193 (juin 2018)            | 17 % (juin 2019)      |                                         | Orange Belgique : 90 %, dirigeants : 10 % |

### Malte
634 386 abonnés au total, soit un taux de pénétration de 125 % (décembre 2019).
| Rang | Opérateur      | Technologie    | Abonnés mobile (en millions) | Abonnés fixe [dont fibre] (en millions) | Propriété                                 |
| ---- | -------------- | -------------- | ---------------------------- | --------------------------------------- | ----------------------------------------- |
| 1    | Vodafone Malta | GSM, UMTS, LTE | 0,249 (décembre 2019)        |                                         | Monaco Telecom : 100 %                    |
| 2    | Go             | GSM, UMTS, LTE | 0,235 (décembre 2019)        |                                         | TUNISIE TELECOM : 65.4%, Publique : 34.6% |
| 3    | Melita         | UMTS, LTE      | 0,150 (décembre 2019)        |                                         | Apax France                               |

### Pays-Bas
20,170 millions d’abonnés au total, soit un taux de pénétration de ?? % (décembre 2019).
| Rang | Opérateur      | Technologie                | Abonnés mobile (en millions) | Abonnés fixe [dont fibre] (en millions) | Propriété                           |
| ---- | -------------- | -------------------------- | ---------------------------- | --------------------------------------- | ----------------------------------- |
| 1    | T-Mobile       | GSM, EDGE, UMTS, LTE       | 6,949 (juin 2022)            | 0,754 (juin 2022)                       | Deutsche Telekom : 75 %             |
| 2    | Vodafone ziggo | GSM, EDGE, UMTS, LTE       | 5,603 (mars 2025)            | 3,076 [?] (mars 2025)                   | Vodafone : 50 % Ziggo : 50 %        |
| 3    | KPN            | GSM, GPRS, EDGE, UMTS, LTE | 4,618 (mars 2020)            |                                         | KPN : 100% (América Móvil : 21,1 %) |

### Pologne
54,74 millions d’abonnés au total. (4Q 2016)
| Rang | Opérateur | Technologie                       | Abonnés mobile (en millions) | Abonnés fixe [dont fibre] (en millions) | Propriété                |
| ---- | --------- | --------------------------------- | ---------------------------- | --------------------------------------- | ------------------------ |
| 1    | Orange    | GSM, GPRS, EDGE, UMTS, LTE, LTE-A | 17,829 (juin 2022)           |                                         | Orange : 50,67 %         |
| 2    | Play      | UMTS, LTE, LTE-A                  | 15,402 (décembre 2020)       |                                         | Iliad : 100 %            |
| 3    | Plus      | GSM, GPRS, EDGE, UMTS, LTE, LTE-A | 11,498 (décembre 2017)       |                                         | Polkomtel                |
| 4    | T-Mobile  | GSM, GPRS, EDGE, UMTS, LTE, LTE-A | 12,575 (mars 2024)           | 0,029 (mars 2024)                       | Deutsche Telekom : 100 % |

### Portugal
12,3 millions d’abonnés mobiles au total, soit un taux de pénétration de 116 % (2012).
| Rang | Opérateur | Technologie                                 | Abonnés mobile (en millions) | Abonnés fixe [dont fibre] (en millions) | Propriété        |
| ---- | --------- | ------------------------------------------- | ---------------------------- | --------------------------------------- | ---------------- |
| 1    | Meo       | UMTS, GSM, GPRS, 3G, HSUPA, HSDPA, 4G (LTE) | 5,986 (septembre 2020)       |                                         | Altice : 100 %   |
| 2    | NOS       | UMTS, GSM, GPRS, 3G, HSUPA, HSDPA, 4G       | 4,640 (mars 2020)            |                                         | NOS : 100 %      |
| 3    | Vodafone  | UMTS, GSM, GPRS, 3G, HSUPA, HSDPA, 4G       | 4,682 (mars 2025)            | 1,007 [?] (mars 2025)                   | Vodafone : 100 % |

### République tchèque
11,53 millions d’abonnés au total, soit un taux de pénétration de 112,8 % (décembre 2005).
| Rang | Opérateur         | Technologie    | Abonnés mobile (en millions) | Abonnés fixe [dont fibre] (en millions) | Propriété                |
| ---- | ----------------- | -------------- | ---------------------------- | --------------------------------------- | ------------------------ |
| 1    | T-Mobile          | GSM, UMTS, LTE | 6,492 (mars 2024)            | 0,773 (mars 2024)                       | Deutsche Telekom : 100 % |
| 2    | O2 Czech Republic | GSM, UMTS, LTE | 4,992 (juin 2018)            |                                         | PPF ( Telefónica )       |
| 3    | Vodafone          | GSM, UMTS, LTE | 4,185 (mars 2025)            | 0,600 [?] (mars 2025)                   | Vodafone : 100 %         |

### Roumanie
28,04 millions d’abonnés au total soit un taux de pénétration de 135 %  (janvier 2017).
| Rang | Opérateur        | Technologie    | Abonnés mobiles (en millions) | Abonnés fixe [dont fibre] (en millions) | Propriété                                                 |
| ---- | ---------------- | -------------- | ----------------------------- | --------------------------------------- | --------------------------------------------------------- |
| 1    | Orange România   | UMTS, GSM, LTE | 10,417 (juin 2022)            |                                         | Orange                                                    |
| 2    | Vodafone România | UMTS, GSM, LTE | 6,070 (mars 2025)             | 0,676 [?] (mars 2025)                   | Vodafone : 100 %                                          |
| 3    | Telekom România  | GSM, UMTS, LTE | 3,661 (mars 2024)             | 0 [0] (juin 2022)                       | OTE : 70 % (Deutsche Telekom : 48,28 %) Romtelecom : 30 % |
| 4    | Digi.mobil       | GSM, UMTS, LTE | 3,476 (mars 2020)             |                                         | RCS & RDS                                                 |

### Slovaquie
4,3 millions d’abonnés, soit un taux de pénétration de 82 % (décembre 2005).
| Rang | Opérateur          | Technologie    | Abonnés mobile (en millions) | Abonnés fixe [dont fibre] (en millions) | Propriété                |
| ---- | ------------------ | -------------- | ---------------------------- | --------------------------------------- | ------------------------ |
| 1    | Orange Slovensko   | GSM, UMTS, LTE | 2,485 (juin 2022)            |                                         | Orange                   |
| 2    | Slovak Telekom     | GSM, UMTS, LTE | 2,527 (mars 2024)            | 0,854 (mars 2024)                       | Deutsche Telekom : 100 % |
| 3    | O2 Slovakia        | GSM, UMTS, LTE | 1,937 (février 2018)         |                                         | PPF ( Telefónica )       |
| 4    | 4ka (Swan Telekom) | WiMAX, LTE     | 0,500 (janvier 2018)         |                                         | Swan Telekom             |

### Slovénie
2,512 millions d’abonnés au total, soit un taux de pénétration de 120 % (décembre 2019) .
| Rang | Opérateur    | Technologie    | Abonnés mobile (en millions) | Abonnés fixe [dont fibre] (en millions) | Propriété                            |
| ---- | ------------ | -------------- | ---------------------------- | --------------------------------------- | ------------------------------------ |
| 1    | Mobitel      | GSM, UMTS, LTE | 1,003 (décembre 2019)        |                                         | Telekom Slovenije (État 62 %)        |
| 2    | A1 Slovenija | GSM, UMTS, LTE | 0,702 (mars 2020)            |                                         | Telekom Austria (América Móvil 51 %) |
| 3    | Telemach     | UMTS, LTE      | 0,560 (décembre 2019)        |                                         | KKR                                  |
| 4    | T-2          | UMTS, LTE      | 0,146 (décembre 2019)        |                                         | atel (87%)                           |

### Suède
10 millions d’abonnés au total, soit un taux de pénétration de 112 % (décembre 2005).
| Rang | Opérateur | Technologie    | Abonnés mobile (en millions) | Abonnés fixe [dont fibre] (en millions) | Propriété         |
| ---- | --------- | -------------- | ---------------------------- | --------------------------------------- | ----------------- |
| 1    | Telia     | UMTS, GSM, LTE | 6,089 (mars 2020)            |                                         | Telia : 100 %     |
| 2    | Tele2     | UMTS, GSM, LTE | 2,959 (mars 2020)            |                                         | Tele2             |
| 3    | Telenor   | UMTS, GSM, LTE | 2,885 (juin 2022)            |                                         | Telenor           |
| 4    | 3         | UMTS, LTE      | 2,090 (décembre 2019)        |                                         | Hutchison Whampoa |

Non-UE

### Islande
475 842 abonnés au total, soit un taux de pénétration de ?? % (décembre 2019) 
| Rang | Opérateur | Technologie    | Abonnés mobile (en millions) | Abonnés fixe [dont fibre] (en millions) | Propriété          |
| ---- | --------- | -------------- | ---------------------------- | --------------------------------------- | ------------------ |
| 1    | Siminn    | GSM, UMTS, LTE | 0,176 (décembre 2019)        |                                         | Siminn             |
| 2    | Nova      | UMTS, LTE      | 0,156 (décembre 2019)        |                                         | Nova ehf           |
| 3    | Vodafone  | GSM, UMTS, LTE | 0,129 (décembre 2019)        |                                         | Sýn (Sous licence) |

### Liechtenstein
31 700 abonnés au total, pour un taux de pénétration de 87 % (décembre 2005).
| Rang | Opérateur              | Technologie    | Abonnés mobile (en millions) | Abonnés fixe [dont fibre] (en millions) | Propriété                                              |
| ---- | ---------------------- | -------------- | ---------------------------- | --------------------------------------- | ------------------------------------------------------ |
| 1    | FL1                    | GSM, UMTS, LTE | 0,0065 (juillet 2014)        |                                         | Mobilkom: 24,9 %, Telekom Austria (América Móvil 51 %) |
| 2    | Salt (Liechtenstein)   | GSM, UMTS, LTE | ND                           |                                         | Salt                                                   |
| 3    | Swisscom Liechtenstein | GSM, UMTS, LTE | ND                           |                                         | Swisscom                                               |
| 4    | Tele2                  | GSM, UMTS      | ND                           |                                         | Tele2                                                  |

### Norvège
4,8 millions d’abonnés au total, soit un taux de pénétration de 106 % (décembre 2005).
| Rang | Opérateur | Technologie    | Abonnés mobile (en millions) | Abonnés fixe [dont fibre] (en millions) | Propriété         |
| ---- | --------- | -------------- | ---------------------------- | --------------------------------------- | ----------------- |
| 1    | Telenor   | GSM, UMTS, LTE | 2,733 (juin 2022)            |                                         | Telenor           |
| 2    | Telia     | GSM, UMTS, LTE | 2,273 (mars 2020)            |                                         | Telia : 100 %     |
| 3    | Ice.net   | LTE            | 0,337 (décembre 2016)        |                                         | Access Industries |

## Autres

### Albanie
3.66 million d'abonnés au total en 2021, soit un taux de pénétration de 101 % (2021).
| Rang | Opérateur                                       | Technologie | Abonnés mobile (en millions) | Abonnés fixe [dont fibre] (en millions) | Propriété                  |
| ---- | ----------------------------------------------- | --- | ---------------------------- | --------------------------------------- | -------------------------- |
| 1    | One Albania (Anciennement Telekom & Albtelecom) | GSM-900/1800 MHz (GPRS, EDGE) 2100 MHz UMTS, HSDPA, HSUPA, HSPA, HSPA+, DC-HSPA+ 800/1800/2600 MHz LTE, LTE-A VoLTE                                                 | 1.914 (Q3 2021)              |                                         | Antenna Hungária           |
| 2    | Vodafone Albania                                | GSM-900/1800 MHz (GPRS, EDGE) 2100 MHz UMTS, HSDPA, HSUPA, HSPA, HSPA+, DC-HSPA+ 800/1800/2100/2600 MHz LTE, LTE-A, LTE-A Pro VoLTE 3600 MHz/3700 MHz 5G NR en test | 1.668 (mars 2025)            | 0,148 [?] (mars 2025)                   | Vodafone Group plc (99.9%) |

### Andorre
66 195 abonnés au total soit un taux de pénétration de 86 % (décembre 2005).
| Rang | Opérateur                                                              | Technologie                                                                                    | Abonnés mobile (en millions) | MCC/MNC | Propriété |
| ---- | ---------------------------------------------------------------------- | ---------------------------------------------------------------------------------------------- | ---------------------------- | ------- | --------- |
| 1    | Andorra Telecom (anciennement "Servei de Telecomunicacions d'Andorra") | 900/1800 MHz GPRS 900/2100 MHz UMTS, HSDPA 800/1800/2100 MHz LTE, LTE-A VoLTE 3500 MHz - 5G NR | 0,088 (aout 2022),           | 21303   | STA       |

### Biélorussie
3,743 millions d’abonnés au total, soit un taux de pénétration de 36 % (octobre 2005).
| Rang | Opérateur  | Technologie           | Abonnés mobile (en millions) | Abonnés fixe [dont fibre] (en millions) | Propriété                              |
| ---- | ---------- | --------------------- | ---------------------------- | --------------------------------------- | -------------------------------------- |
| 1    | MTS        | GSM, UMTS, HSPA+, LTE | 5,4 (septembre 2018)         |                                         | Beltelecom : 51 %, MTS : 49 %          |
| 2    | A1 Belarus | GSM, UMTS, HSPA+      | 4,872 (mars 2020)            |                                         | Telekom Austria (América Móvil : 51 %) |
| 3    | Life:)     | GSM, UMTS, LTE        | 1,6 (juin 2017)              |                                         | Turkcell                               |

### Bosnie-Herzégovine
1,7 million d’abonnés au total, soit un taux de pénétration de 41 % (décembre 2005).
| Rang | Opérateur              | Technologie    | Abonnés mobile (en millions) | Abonnés fixe [dont fibre] (en millions) | Propriété                                                |
| ---- | ---------------------- | -------------- | ---------------------------- | --------------------------------------- | -------------------------------------------------------- |
| 1    | BH Mobile              | GSM, UMTS      | 1,491 (décembre 2012)        |                                         | BH Telecom (État : 90 %)                                 |
| 2    | Telekom Srpske (M:Tel) | GSM, UMTS, LTE | 1,414 (décembre 2012)        |                                         | Telekom Srbija, bourse                                   |
| 3    | HT Eronet              | GSM, UMTS, LTE | 0,445 (décembre 2012)        |                                         | T-Hrvatski Telekom (Deutsche Telekom 51 %) (à confirmer) |

### Danemark(hors métropole)

#### Groenland
? millions d’abonnés, soit un taux de pénétration de ? %.
| Rang | Opérateur      | Technologie    | Abonnés mobile (en millions) | Abonnés fixe [dont fibre] (en millions) | Propriété      |
| ---- | -------------- | -------------- | ---------------------------- | --------------------------------------- | -------------- |
| 1    | TELE Groenland | GSM, UMTS, LTE | 0,014 (décembre 2011)        |                                         | TELE Groenland |

#### Îles Féroé
? millions d’abonnés, soit un taux de pénétration de ? %.
| Rang | Opérateur                    | Technologie    | Abonnés mobile (en millions) | Abonnés fixe [dont fibre] (en millions) | Propriété       |
| ---- | ---------------------------- | -------------- | ---------------------------- | --------------------------------------- | --------------- |
| 1    | Føroya Tele                  | GSM, UMTS, LTE | 0,044 (déc 20??)             |                                         | Faroese Telecom |
| 2    | Vodafone (anciennement KALL) | GSM, UMTS, LTE | 0,018 (déc 20??)             |                                         | Kall P/F        |

### Géorgie
5,6 millions d’abonnés au total, soit un taux de pénétration de 151 % (décembre 2015).
| Rang | Opérateur | Technologie    | Abonnés mobile (en millions) | Abonnés fixe [dont fibre] (en millions) | Propriété       |
| ---- | --------- | -------------- | ---------------------------- | --------------------------------------- | --------------- |
| 1    | MagtiCom  | GSM, UMTS, LTE | 2,105 (décembre 2015)        |                                         | CT              |
| 2    | Geocell   | GSM, UMTS, LTE | 2,032 (décembre 2015)        |                                         | Telia : 100 %   |
| 3    | Beeline   | GSM, UMTS, LTE | 1,433 (décembre 2012)        |                                         | Vimpelcom : 51% |

### Macédoine
1 256 678 abonnés au total, soit un taux de pénétration de 62,13 % (mars 2006).
| Rang | Opérateur    | Technologie    | Abonnés mobile (en millions) | Abonnés fixe [dont fibre] (en millions) | Propriété                                         |
| ---- | ------------ | -------------- | ---------------------------- | --------------------------------------- | ------------------------------------------------- |
| 1    | T-Mobile     | GSM, UMTS, LTE | 1,142 (mars 2016)            |                                         | Magyar Telekom : 51 % (Deutsche Telekom : 59,3 %) |
| 2    | One          | GSM, UMTS, LTE | 0,41 (mars 2006)             |                                         | Telekom Slovenije                                 |
| 3    | A1 macedonia | GSM, UMTS, LTE | 1,084 (mars 2020)            |                                         | Telekom Austria (América Móvil : 51 %)            |

### Moldavie
2,8 million d’abonnés au total, soit un taux de pénétration de 76,1 % (novembre 2006).
| Rang | Opérateur       | Technologie           | Abonnés mobile (en millions) | Abonnés fixe [dont fibre] (en millions) | Propriété       |
| ---- | --------------- | --------------------- | ---------------------------- | --------------------------------------- | --------------- |
| 1    | Orange Moldavie | GSM, UMTS, HSPA+, LTE | 2,015 (juin 2022)            |                                         | Orange : 94,3 % |
| 2    | Moldcell        | GSM, UMTS, LTE        | 1,492, (décembre 2015)       |                                         | Telia : 100 %   |
| 3    | Unite           | UMTS, LTE             | 0,321 (décembre 2015)        |                                         | Moldtelecom     |
| 4    | Interdnestrcom  | CDMA, LTE             | 0,291 (décembre 2015)        |                                         | erriffh         |

Note: Pour la République de Transnistrie moldave, voir, plus bas : Transnistrie.

### Monaco
35 000 abonnés au total, soit un taux de pénétration de 100 % (mai 2014).
| Rang | Opérateur      | Technologie                                    | Abonnés mobile (en millions) | Abonnés fixe [dont fibre] (en millions) | Propriété                                        |
| ---- | -------------- | ---------------------------------------------- | ---------------------------- | --------------------------------------- | ------------------------------------------------ |
| 1    | Monaco Telecom | GSM (2G), UMTS (3G), HSDPA (3G+), LTE (4G), 5G | ND                           |                                         | NJJ (Xavier Niel) : 55 %, État monégasque : 45 % |

### Monténégro
609 000 abonnés au total, soit un taux de pénétration de 94 % (juin 2006).
| Rang | Opérateur           | Technologie    | Abonnés mobile (en millions) | Abonnés fixe [dont fibre] (en millions) | Propriété                                            |
| ---- | ------------------- | -------------- | ---------------------------- | --------------------------------------- | ---------------------------------------------------- |
| 1    | Telenor             | GSM, UMTS, LTE | 0,422 (oct 2013)             |                                         | Telenor                                              |
| 2    | Crnogorski Telekom, | GSM, UMTS, LTE | 0,384 (oct 2013)             |                                         | Magyar Telekom : 76,53 % (Deutsche Telekom : 59,3 %) |
| 3    | M:TEL               | GSM, UMTS,     | 0,290 (oct 2013)             |                                         | Telekom Srbija (Gouvernement de la Serbie)           |

pour telenor, en 2017, chiffres inclus avec la Serbie

### Royaume-Uni(métropole)
89,9 millions abonnés au total, soit un taux de pénétration de 139 % (décembre 2014).
| Rang | Opérateur   | Technologie                 | Abonnés mobile (en millions) | Abonnés fixe [dont fibre] (en millions) | Propriété         |
| ---- | ----------- | --------------------------- | ---------------------------- | --------------------------------------- | ----------------- |
| 1    | O2          | UMTS, GSM, GPRS, LTE, LTE-A | 35,212 (décembre 2023)       | 11,443 [??] (décembre 2023)             | Telefónica : 50 % |
| 2    | EE          | UMTS, GPRS, GSM, LTE, LTE-A | 29,8 (juin 2018)             |                                         | BT Group          |
| 3    | Vodafone UK | UMTS, GSM, GPRS, LTE, LTE-A | 18,175 (mars 2025)           | 1,610 [??] (mars 2025)                  | Vodafone : 100%   |
| 4    | 3           | UMTS, LTE                   | 13,695 (décembre 2019)       |                                         | Hutchison Whampoa |

#### Gibraltar
21 600 abonnés au total, soit un taux de pénétration de 89 % (décembre 2005).
| Rang | Opérateur | Technologie | Abonnés mobile (en millions) | Abonnés fixe [dont fibre] (en millions) | Propriété                              |
| ---- | --------- | ----------- | ---------------------------- | --------------------------------------- | -------------------------------------- |
| 1    | Gibtel    | GSM         | 0,022 (??? 20??)             |                                         | Gibraltar Telecommunications Int. Ltd. |

#### Guernesey
54 700 abonnés au total, soit un taux de pénétration de ? % décembre 2005).
| Rang | Opérateur | Technologie    | Abonnés mobile (en millions) | Abonnés fixe [dont fibre] (en millions) | Propriété      |
| ---- | --------- | -------------- | ---------------------------- | --------------------------------------- | -------------- |
| 1    | JT (en)   | GSM, UMTS, LTE | ND                           |                                         | Jersey Telecom |
| 2    | Sure      | GSM, UMTS, LTE | ND                           |                                         | Batelco        |
| 3    | Airtel    | GSM, UMTS, LTE | ND                           |                                         | Bharti Airtel  |

#### Île de Man
? millions d’abonnés, soit un taux de pénétration de ? %.
| Rang | Opérateur    | Technologie    | Abonnés mobile (en millions) | Abonnés fixe [dont fibre] (en millions) | Propriété       |
| ---- | ------------ | -------------- | ---------------------------- | --------------------------------------- | --------------- |
| 1    | Manx Telecom | GSM, UMTS, LTE | ND                           |                                         | O2 (Telefónica) |

#### Jersey
88 000 abonnés au total, soit un taux de pénétration de 98 % (décembre 2005).
| Rang | Opérateur | Technologie    | Abonnés mobile (en millions) | Abonnés fixe [dont fibre] (en millions) | Propriété      |
| ---- | --------- | -------------- | ---------------------------- | --------------------------------------- | -------------- |
| 1    | JT-Wave   | GSM, UMTS, LTE | ND                           |                                         | Jersey Telecom |
| 2    | Sure      | GSM, UMTS, LTE | ND                           |                                         | Batelco        |
| 3    | Airtel    | GSM, UMTS, LTE | ND                           |                                         | Bharti Airtel  |

### Russie
265,6 millions d’abonnés au total, soit un taux de pénétration de 182,1 % (2021).
| Rang | Opérateur                | Technologie          | Abonnés mobile (en millions) | Abonnés fixe [dont fibre] (en millions) | Propriété                                                                         |
| ---- | ------------------------ | -------------------- | ---------------------------- | --------------------------------------- | --------------------------------------------------------------------------------- |
| 1    | Mobile TeleSystems - MTS | GSM, UMTS, LTE       | 80,4, (décembre 2021)        |                                         | Sistema                                                                           |
| 2    | MegaFon                  | EDGE, GSM, UMTS, LTE | 74,4 (décembre 2021)         |                                         | Telia : 25,2 %, OJSC Telecominvest : 31,3 %, IPOC International Growth Fund : 8 % |
| 3    | Veon - Bee Line          | GSM, UMTS, LTE       | 49,4 (décembre 2021)         |                                         | Telenor , Groupe Alfa                                                             |
| 4    | Tele2                    | GSM, UMTS, LTE       | 47,5 (décembre 2021)         |                                         |                                                                                   |
| -    | Yota                     | GSM, UMTS, LTE       | opérateur Wimaw              |                                         | Skartel                                                                           |

### Saint-Marin
Le premier opérateur national lance leurs services en semaines suivantes (3e trimestre 2007).
| Rang | Opérateur                    | Technologie | Abonnés mobile (en millions) | Abonnés fixe [dont fibre] (en millions) | Propriété                 |
| ---- | ---------------------------- | ----------- | ---------------------------- | --------------------------------------- | ------------------------- |
| 1    | Telecom Italia San Marino    | GSM, UMTS   | ND                           |                                         | Telecom Italia            |
| 2    | Telefonia Mobile Sammarinese | GSM, UMTS   | ND                           |                                         | Telecom Italia San Marino |
| 3    | Prima San Marino             | GSM, UMTS   | ND                           |                                         | San Marino Telecom        |

### Serbie
4,65 millions d’abonnés au total, soit un taux de pénétration de 62 % (décembre 2005).
| Rang | Opérateur | Technologie    | Abonnés mobile (en millions) | Abonnés fixe [dont fibre] (en millions) | Propriété                              |
| ---- | --------- | -------------- | ---------------------------- | --------------------------------------- | -------------------------------------- |
| 1    | MTS       | GSM, UMTS, LTE | 2,55                         |                                         | Telekom Srbija : 80 %, OTE : 20 %      |
| 2    | Telenor   | GSM, UMTS, LTE | ??                           |                                         | Telenor : 100 %                        |
| 3    | VIP       | GSM, UMTS, LTE | 2,299 (mars 2020)            |                                         | Telekom Austria (América Móvil : 51 %) |

Pour Telenor, en juin 2018, chiffres inclus avec le Monténégro (au total 3,168 millions)

### Suisse
10,4 millions d’abonnés au total, soit un taux de pénétration de 130,2 % (2012).
| Rang | Opérateur                                    | Technologie                                        | Abonnés mobile (en millions) | Abonnés fixe [dont fibre] (en millions) | Propriété                 |
| ---- | -------------------------------------------- | -------------------------------------------------- | ---------------------------- | --------------------------------------- | ------------------------- |
| 1    | Swisscom                                     | UMTS, HSDPA, EDGE, GPRS GSM, LTE, LTE Advanced, NR | 6,43 (mars 2014)             |                                         | Swisscom                  |
| 2    | Sunrise (fusionné avec UPC à partir de 2022) | UMTS, HSDPA, EDGE, GPRS GSM, LTE, LTE Advanced, NR | 2,48 (mars 2014)             |                                         | CVC Capital Partners      |
| 3    | Salt Mobile                                  | UMTS, GSM, LTE, LTE Advanced, NR                   | 2,14 (mars 2014)             |                                         | Salt Mobile (NJJ Capital) |

### Ukraine
52,2 millions abonnés au total, soit un taux de pénétration de 127,5 % (décembre 2021) .
| Rang | Opérateur        | Technologie          | Abonnés mobile (en millions) | Abonnés fixe [dont fibre] (en millions) | Propriété                                |
| ---- | ---------------- | -------------------- | ---------------------------- | --------------------------------------- | ---------------------------------------- |
| 1    | Kyivstar         | GSM, UMTS, LTE       | 26,2 (décembre 2021)         |                                         | Veon : 100 %                             |
| 3    | Vodafone Ukraine | GSM, CDMA, UMTS, LTE | 19,0 (septembre 2021)        |                                         | Neqsol : 100 %                           |
| 3    | life:)           | GSM, UMTS, HSPA+     | 8,9 (septembre 2021)         |                                         | Turkcell : 54,2 %, SCM Holdings : 45,8 % |
| 4    | Itc              | CDMA, CDMA2000       | 1,204 (décembre 2012)        |                                         | Interdnestrcom : 100 %                   |
| 5    | UkrTelecom       | UMTS, HSPA+          | 1,009 (décembre 2012)        |                                         | UkrTelecom                               |
| 6    | PEOPLEnet        | CDMA, CDMA2000       | 0,853 (décembre 2012)        |                                         | PrivatBank : 100 %                       |
| 7    | CDMA Ukraine     | CDMA                 | 0,32                         |                                         | CDMA Ukraine : 100 %                     |

## Non reconnu par l'ONU

### Kosovo
2,07 million d’abonnés au total, soit un taux de pénétration de 114 % (décembre 2019) .
| Rang | Opérateur | Technologie    | Abonnés mobile (en millions) | Abonnés fixe [dont fibre] (en millions) | Propriété                                    |
| ---- | --------- | -------------- | ---------------------------- | --------------------------------------- | -------------------------------------------- |
| 1    | Vala      | GSM, UMTS, LTE | 1,23 (décembre 2019)         |                                         | PTK (postes et télécommunications du Kosovo) |
| 2    | IPKO      | GSM, UMTS, LTE | 0,817 (décembre 2019)        |                                         | Telekom Slovenije (État slovène)             |
| 3    | MTS       | GSM, UMTS, LTE | 0,03 (décembre 2019)         |                                         |                                              |

### Transnistrie
? abonnés au total, soit un taux de pénétration de ? %.
| Rang | Opérateur      | Technologie | Abonnés mobile (en millions) | Abonnés fixe [dont fibre] (en millions) | Propriété      |
| ---- | -------------- | ----------- | ---------------------------- | --------------------------------------- | -------------- |
| 1    | Interdnestrcom | LTE         | ND                           |                                         | Interdnestrcom |

Note : Les compagnies de téléphonie mobile moldaves peuvent être utilisées en Transnistrie.